# Dyskografia Blog 27
Dyskografia Blog 27 – polskiego zespołu muzycznego grającego muzykę pop, teen pop i dance – składa się z dwóch albumów studyjnych, siedmiu singli, jednej ścieżki dźwiękowej oraz siedmiu teledysków.
Debiutancki album zespołu zatytułowany <LOL> został wydany 27 listopada 2005 roku. Album został sprzedany na świecie w nakładzie ponad 250 000 egzemplarzy, zaś w Polsce sprzedano ponad 140 000 egzemplarzy, dzięki czemu uzyskał status podwójnej platynowej płyty. Wydawnictwo zadebiutowało na europejskich listach sprzedaży, docierając między innymi do 12. miejsca listy Top 40 album-, DVD- és válogatáslemez-lista na Węgrzech, 78. pozycji zestawienia Singles Top 100, 27. miejsca w Niemczech oraz 47. pozycji w Austrii. Wydano go również w Japonii, gdzie dotarł do 64. miejsca zestawienia. Pochodzący z niego singel „Uh La La La” zadebiutował także w europejskich notowaniach, zajmując między innymi 17. miejsce na liście przebojów w Niemczech, 23. miejsce w Austrii, 36. pozycję w Szwajcarii oraz 47. miejsce we Włoszech. Kolejny singel „Hey Boy (Get Your Ass Up)” powtórzył sukces poprzedniego, docierając między innymi do 26. miejsca na niemieckiej liście przebojów, 24. miejsca w austriackim notowaniu, 96. pozycji w Szwajcarii i 37. miejsca w Czechach. Trzeci singel „Wid Out Ya” zajął 56. miejsce w Austrii oraz 88. pozycję w Niemczech. Ostatnimi singlami pochodzącymi z wydawnictwa były „I Still Don’t Know Ya” oraz „Who I Am?”. Single te promowały reedycję albumu <LOL>, wydaną w listopadzie 2006 roku. W tym samym roku na terenie Japonii wydano remiksy do utworów „Uh La La La” oraz „Hey Boy (Get Your Ass Up)”, które wykonali DJ Ten oraz Delaction.
18 kwietnia 2008 roku ukazał się drugi album studyjny zespołu zatytułowany Before I’ll Die..., który w trzecim tygodniu sprzedaży zajął 3. miejsce zestawienia OLiS. Album uzyskał status złotej płyty w Polsce za sprzedaż ponad 15 000 egzemplarzy. Wydawnictwo promowały single „Cute (I'm Not Cute)” oraz „Fuck U!”.
W 2008 roku zawieszono działalność zespołu, a wokalistki rozpoczęły solowe kariery. Tola Szlagowska występuje jako Tola Blog 27, pozostawiając nazwę zespołu w serwisach Facebook oraz YouTube ze względu na zagraniczną rozpoznawalność projektu.

## Albumy studyjne
| Rok                         | Dane dot. albumu | Najwyższe pozycje na listach | Najwyższe pozycje na listach | Najwyższe pozycje na listach | Najwyższe pozycje na listach | Najwyższe pozycje na listach | Najwyższe pozycje na listach | Certyfikat                | Sprzedaż                          |
| Rok                         | Dane dot. albumu | POL                          | JAP                          | GER                          | AUT                          | SWI                          | HUN                          | Certyfikat                | Sprzedaż                          |
| --------------------------- | --- | ---------------------------- | ---------------------------- | ---------------------------- | ---------------------------- | ---------------------------- | ---------------------------- | ------------------------- | --------------------------------- |
| 2005                        | <LOL> - Wydany: 27 listopada 2005 - Wytwórnia: Magic Records, ASM Records, Universal Music, Kontor Records - Format: CD, digital download | 2                            | 64                           | 27                           | 47                           | 78                           | 12                           | - POL: 2× platynowa płyta | - Świat: 250 000+ - POL: 140 000+ |
| 2008                        | Before I’ll Die... - Wydany: 18 kwietnia 2008 - Wytwórnia: Magic Records - Format: CD, digital download                                   | 3                            | –                            | –                            | –                            | –                            | –                            | - POL: złota płyta        | - Świat: 25 000+ - POL: 15 000+   |
| „–” album nie był notowany. | |                              |                              |                              |                              |                              |                              |                           |                                   |

## Single
| Rok                          | Tytuł                       | Najwyższe pozycje na listach | Najwyższe pozycje na listach | Najwyższe pozycje na listach | Najwyższe pozycje na listach | Najwyższe pozycje na listach | Album              |
| Rok                          | Tytuł                       | GER                          | AUT                          | CZE                          | SWI                          | ITA                          | Album              |
| ---------------------------- | --------------------------- | ---------------------------- | ---------------------------- | ---------------------------- | ---------------------------- | ---------------------------- | ------------------ |
| 2005                         | „Uh La La La”               | 17                           | 23                           | –                            | 36                           | 47                           | <LOL>              |
| 2005                         | „Hey Boy (Get Your Ass Up)” | 26                           | 24                           | 37                           | 96                           | –                            | <LOL>              |
| 2006                         | „Wid Out Ya”                | 88                           | 56                           | –                            | –                            | –                            | <LOL>              |
| 2006                         | „I Still Don’t Know Ya”     | –                            | –                            | –                            | –                            | –                            | <LOL>              |
| 2006                         | „Who I Am?”                 | –                            | –                            | –                            | –                            | –                            | <LOL>              |
| 2008                         | „Cute (I’m Not Cute)”       | –                            | –                            | –                            | –                            | –                            | Before I’ll Die... |
| 2008                         | „Fuck U!”                   | –                            | –                            | –                            | –                            | –                            | Before I’ll Die... |
| „–” singel nie był notowany. |                             |                              |                              |                              |                              |                              |                    |

## Soundtracki
| Rok  | Serial   | Tytuł        | Źródło |
| ---- | -------- | ------------ | ------ |
| 2008 | 39 i pół | „Do U Care?” | [ 21 ] |

## Remiksy
Utwory remiksowe ukazały się wyłącznie na albumach kompilacyjnych różnych wykonawców w Japonii.
| Rok  | Tytuł                                      | Artysta   | Album                 | Źródło |
| ---- | ------------------------------------------ | --------- | --------------------- | ------ |
| 2006 | „Uh La La La” (Delaction Remix)            | Delaction | Yeah!!                | [ 11 ] |
| 2006 | „Uh La La La” (Delaction Remix)            | Delaction | Erocawa Trance        | [ 12 ] |
| 2006 | „Hey Boy (Get Your Ass Up)” (DJ Ten Remix) | DJ Ten    | Erocawa Trance Luxury | [ 13 ] |

## Kompilacje różnych wykonawców
Lista zawiera spis wydawnictw kompilacyjnych różnych wykonawców, na których ukazały się utwory zespołu Blog 27 w oryginalnych wersjach studyjnych.
| Rok  | Album                                                              | Tytuł                         | Źródło |
| ---- | ------------------------------------------------------------------ | ----------------------------- | ------ |
| 2005 | Top Kids 5                                                         | - „Uh La La La”               | [ 22 ] |
| 2005 | DJ’s Magazine Presents... World’s Dance Music December 2005 Part 1 | - „Hey Boy (Get Your Ass Up)” | [ 23 ] |
| 2006 | Bravo Hits 52                                                      | - „Uh La La La”               | [ 24 ] |
| 2006 | Bravo Hits 53                                                      | - „Hey Boy (Get Your Ass Up)” | [ 25 ] |
| 2006 | Chcesz&Masz Vol. 1                                                 | - „Wid Out Ya”                | [ 26 ] |
| 2006 | Viva Hits Vol. 2                                                   | - „Hey Boy (Get Your Ass Up)” | [ 27 ] |
| 2006 | 3 Music Compilation Volume 5                                       | - „Uh La La La”               | [ 28 ] |
| 2006 | DJ Selection 95 – Dance Invasion Vol. 27                           | - „Uh La La La”               | [ 29 ] |
| 2006 | Top Kids 6                                                         | - „Hey Boy (Get Your Ass Up)” | [ 30 ] |
| 2006 | Top Kids 7                                                         | - „Wid Out Ya”                | [ 31 ] |
| 2006 | Top Kids 8                                                         | - „I Still Don’t Know Ya”     | [ 32 ] |
| 2006 | Just the Best Vol. 54                                              | - „Uh La La La”               | [ 33 ] |
| 2006 | Endlich Sommer! Volume 01                                          | - „Uh La La La”               | [ 34 ] |
| 2006 | Chart Boxx 06                                                      | - „Uh La La La”               | [ 35 ] |
| 2006 | Crazy Kids                                                         | - „Uh La La La”               | [ 36 ] |
| 2006 | Magic Radio Delivery 36                                            | - „Uh La La La”               | [ 37 ] |
| 2006 | SuperJedynki 2006                                                  | - „Wid Out Ya”                | [ 38 ] |
| 2006 | Sistas!                                                            | - „Hey Boy (Get Your Ass Up)” | [ 39 ] |
| 2006 | Halbzeit – Hits 2006 & Fussball-Classics                           | - „Uh La La La”               | [ 40 ] |
| 2006 | Taneční Liga – Best Dance Hits 2006                                | - „Hey Boy (Get Your Ass Up)” | [ 41 ] |
| 2006 | The 83½ Story – Round and Round in the Year 2006                   | - „Uh La La La”               | [ 42 ] |
| 2006 | Toggo Music 12                                                     | - „Uh La La La”               | [ 43 ] |
| 2006 | The Dome Vol. 37                                                   | - „Uh La La La”               | [ 44 ] |
| 2006 | The Dome Vol. 38                                                   | - „Hey Boy (Get Your Ass Up)” | [ 45 ] |
| 2007 | Top Trendy 2007                                                    | - „Who I Am?”                 | [ 46 ] |
| 2007 | Bravo Hits Zima 2008                                               | - „Turn You on to Music”      | [ 47 ] |
| 2007 | Junior Hits – Back to School Vol. 2                                | - „Generation B27”            | [ 48 ] |
| 2007 | Hop Bęc Vol. 2                                                     | - „Who I Am?”                 | [ 49 ] |
| 2007 | Top Kids 9                                                         | - „Who I Am?”                 | [ 50 ] |
| 2007 | Top Kids 10                                                        | - „Generation B27”            | [ 51 ] |
| 2007 | Top Kids 11                                                        | - „Turn You on to Music”      | [ 52 ] |
| 2008 | Top Kids 12                                                        | - „Destiny”                   | [ 53 ] |
| 2008 | Top Kids 14                                                        | - „Cute (I’m Not Cute)”       | [ 54 ] |
| 2008 | MTV Summer Hits                                                    | - „Cute (I’m Not Cute)”       | [ 55 ] |
| 2008 | Promo Only Polish Edition 1/2008                                   | - „Turn You on to Music”      | [ 56 ] |
| 2008 | Promo Only Polish Edition 4/2008                                   | - „Cute (I’m Not Cute)”       | [ 57 ] |
| 2009 | 39 i pół Vol. 3                                                    | - „Do U Care?”                | [ 58 ] |

## Teledyski
| Rok  | Tytuł                       | Reżyser          |
| ---- | --------------------------- | ---------------- |
| 2005 | „Uh La La La”               | –                |
| 2005 | „Hey Boy (Get Your Ass Up)” | –                |
| 2006 | „Wid Out Ya”                | –                |
| 2006 | „I Still Don’t Know Ya”     | –                |
| 2006 | „Who I Am?”                 | –                |
| 2008 | „Cute (I’m Not Cute)”       | Anna Maliszewska |
| 2008 | „Fuck U!”                   | Anna Maliszewska |